# Boeing Model 40
Die Boeing Model 40 war ein als Doppeldecker ausgelegtes einmotoriges Postflugzeug der 1920er Jahre. Es war das erste für den Passagiertransport genutzte Modell des US-amerikanischen Herstellers Boeing.

## Geschichte
1925 benötigte die US Mail ein Flugzeug für die Postbeförderung. Boeing entwickelte daraufhin die Model 40, die ihren Erstflug am 7. Juli 1925 absolvierte. Im Wettbewerb unterlag sie der Douglas M-2. 1927 wurde der Entwurf zur Model 40A weiterentwickelt, mit der Boeing am Bieterverfahren für die privatisierten Luftpoststrecken teilnahm. Am 20. Mai 1927 führte die neue Version ihren Jungfernflug durch.
Als Antrieb für den konventionell konstruierten Doppeldecker hatte die US Mail ursprünglich den veralteten Liberty-Motor gefordert, der aus Militärbeständen kommen sollte. In der neuen Version wurde er durch den leichteren Pratt & Whitney Wasp-Motor ersetzt, wodurch die Zuladung erhöht und die Betriebskosten gesenkt werden konnten. Der Rahmen bestand nun vollständig aus geschweißten Metallrohren, als Tragflächen dienten mit Stoff bespannte Holzkonstruktionen. Um die Einsatzmöglichkeit auf möglichst vielen ausgeschriebenen Routen sicherzustellen, richteten die Entwickler in der Kabine zwei Passagierplätze ein.
Boeing erhielt den Zuschlag für die Luftpoststrecke zwischen San Francisco und Chicago, die ab dem 1. Juli 1927 von der Boeing Air Transport Corporation mit 24 Boeing 40A betrieben wurde.
Bis zur Produktionseinstellung 1932 entstanden insgesamt 77 Flugzeuge in unterschiedlichen Varianten. Als erfolgreichste Version erwies sich die für vier Passagiere ausgelegte Model 40B-4.

## Versionen
- Model 40 – Prototyp von 1925 mit Liberty-Motor
- Model 40A – verbesserte Version von 1927 mit Wasp-Motor für Boeing Air Transport (25 Flugzeuge)
- Model 40B – ehemalige Model 40A mit Pratt & Whitney Hornet-Motor; später als 40B-2 bezeichnet (19 Umbauten)
  - Model 40B-4 – verbesserte Model 40B mit vier Passagierplätzen und weiteren Veränderungen (38 Flugzeuge)
    - Model 40B-4A – eine Model 40B für Pratt & Whitney, als Testflugzeug verwendet
    - Model 40H-4 – vier Model 40B-4, gebaut von Boeing Canada
- Model 40C – Model 40B-4 mit Wasp-Motor (zehn Flugzeuge, später zu 40B-4 umgebaut)
- Model 40X – einzelne Sonderanfertigung der 40C mit nur zwei Passagierplätzen und einem zusätzlichen offenen Cockpit vor der Pilotenkanzel
- Model 40Y – einzelne Sonderanfertigung der Model 40X mit Hornet-Motor

## Technische Daten

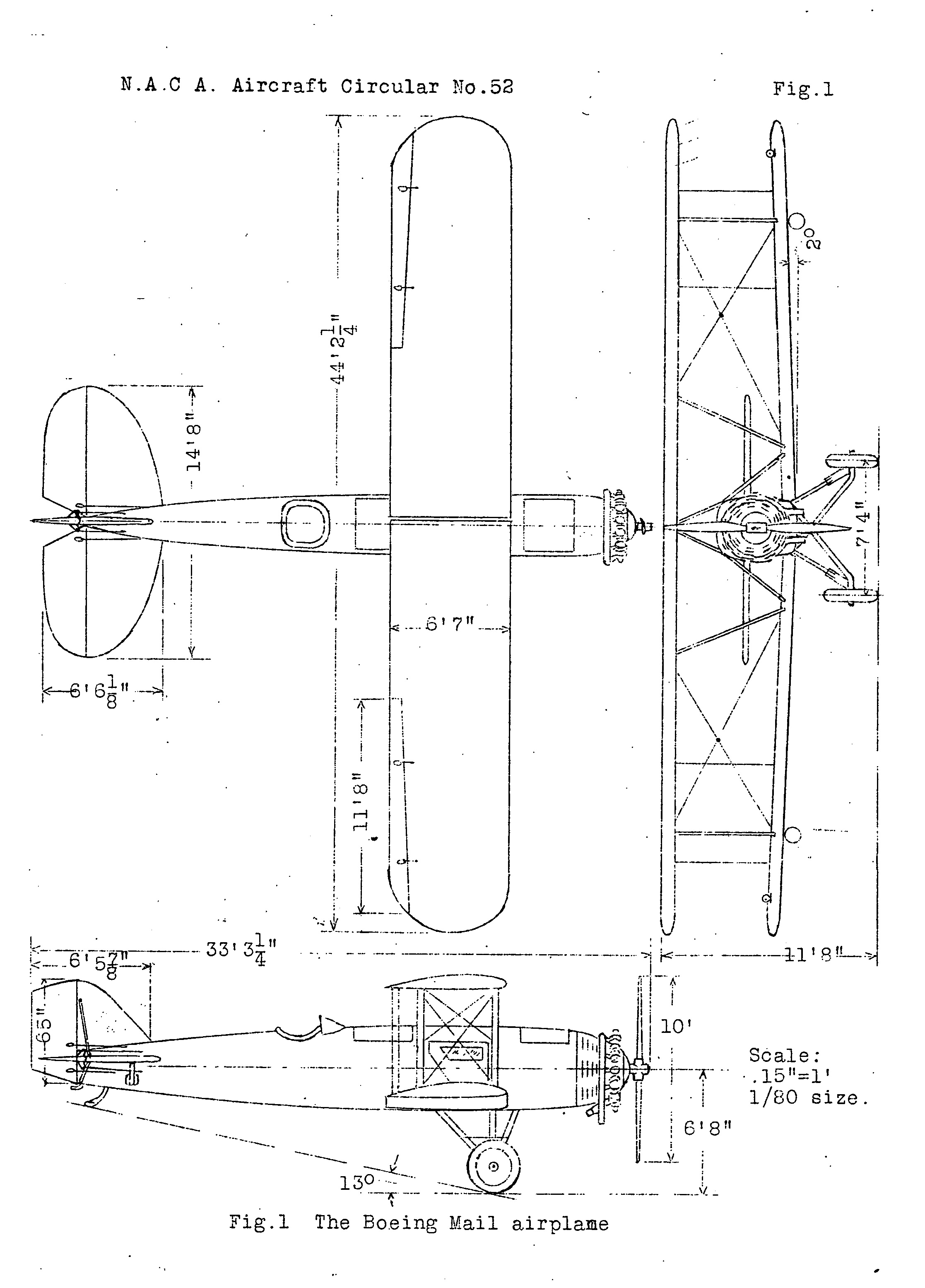
Dreiseitenansicht

| Kenngröße             | Daten (Model 40A)                                                  |
| --------------------- | ------------------------------------------------------------------ |
| Besatzung             | 1                                                                  |
| Passagiere            | 2                                                                  |
| Länge                 | 10,12 m                                                            |
| Spannweite            | 13,47 m                                                            |
| Höhe                  | 3,73 m                                                             |
| Flügelfläche          | 50,82 m²                                                           |
| Leermasse             | 1602 kg                                                            |
| Startmasse            | 2722 kg                                                            |
| Reisegeschwindigkeit  | 169 km/h                                                           |
| Höchstgeschwindigkeit | 206 km/h                                                           |
| Dienstgipfelhöhe      | 4420 m                                                             |
| Reichweite            | 1050 km                                                            |
| Triebwerke            | ein 9-Zylinder-Sternmotor Pratt & Whitney Wasp mit 425 PS (313 kW) |

## Erhaltene Flugzeuge

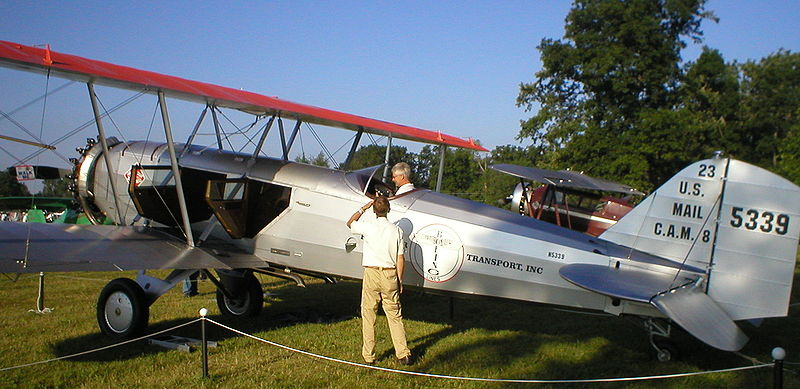
Boeing 40C

- die Boeing 40C S/N 1043 ist das einzig flugfähig erhaltene Flugzeug und ist damit die weltweit älteste fliegende Boeing.
- das Henry Ford Museum in Dearborn, Michigan besitzt eine Boeing 40B-2, Nummer 285, Baujahr 1927.
- das Museum of Science and Industry in Chicago, Illinois stellt eine Boeing Model 40-B von 1928 aus (N288).
- das Museum of Flight in Seattle, Washington besitzt eine vollständige Replik und zwei Rümpfe im Bau als Beispiel für die Produktionsanlagen in den späten 1920er-Jahren.